# Sexual Healing
Sexual Healing — пісня, записана в 1982 році американським соул-співаком Марвіном Геєм. Це був його перший сингл після того, як він припинив співпрацю з лейблом Motown.
У 2004 році журнал Rolling Stone помістив пісню «Sexual Healing» у виконанні Марвіна Гея на 231 місце списку «500 найкращих пісень усіх часів» . У списку 2011 року пісня посідає 233 місце.
Британський музичний журнал New Musical Express також включив її у свій список (опублікований у 2014 році) «500 найкращих пісень усіх часів», на 326 місце.
Крім того, пісня «Sexual Healing» у виконанні Марвіна Гея потрапила до списку 500 Songs That Shaped Rock and Roll.
| Діаграми (2007)                   | Найвище положення в хіт-парадах |
| --------------------------------- | ------------------------------- |
| Австрія (Ö3 Австрія Топ 75)       | 45                              |
| Європа (European Hot 100 Singles) | 44                              |
| Японія (Tokyo Hot 100)            | 60 <                            |
| Литва (40 найкращих пісень Литви) | 24                              |
| Німеччина (Media Control AG)      | 11                              |
| Росія (топ-100 Airplay)           | 196                             |
| Словаччина (IFPI)                 | 42                              |
| Швейцарія (Hitparade)             | 41                              |
| Швейцарія (Hitparade)             | 69                              |